# NASCAR Nextel Cup de 2005
A Temporada da NASCAR Nextel Cup de 2005 foi a 57º edição da Nascar, com 36 etapas disputadas o campeão foi Tony Stewart.

## Calendário
| N.                       | Data   | Corrida                            | Circuito                        | Vencedor           | Segundo         | Terceiro           |
| 1                        | 20-feb | Daytona 500                        | Daytona International Speedway  | Jeff Gordon        | Kurt Busch      | Dale Earnhardt Jr. |
| 2                        | 27-feb | Auto Club 500                      | California Speedway             | Greg Biffle        | Jimmie Johnson  | Kurt Busch         |
| 3                        | 13-mrt | UAW-DaimlerChrysler 400            | Las Vegas Motor Speedway        | Jimmie Johnson     | Kyle Busch      | Kurt Busch         |
| 4                        | 20-mrt | Golden Corral 500                  | Atlanta Motor Speedway          | Carl Edwards       | Jimmie Johnson  | Greg Biffle        |
| 5                        | 3-apr  | Food City 500                      | Bristol Motor Speedway          | Kevin Harvick      | Elliott Sadler  | Tony Stewart       |
| 6                        | 10-apr | Advance Auto Parts 500             | Martinsville Speedway           | Jeff Gordon        | Kasey Kahne     | Mark Martin        |
| 7                        | 17-apr | Samsung/RadioShack 500             | Texas Motor Speedway            | Greg Biffle        | Jamie McMurray  | Jimmie Johnson     |
| 8                        | 23-apr | Subway Fresh 500                   | Phoenix International Raceway   | Kurt Busch         | Michael Waltrip | Jeff Burton        |
| 9                        | 1-mei  | Aaron's 499                        | Talladega Superspeedway         | Jeff Gordon        | Tony Stewart    | Michael Waltrip    |
| 10                       | 7-mei  | Dodge Charger 500                  | Darlington Raceway              | Greg Biffle        | Jeff Gordon     | Kasey Kahne        |
| 11                       | 14-mei | Chevy American Revolution 400      | Richmond International Raceway  | Kasey Kahne        | Tony Stewart    | Ryan Newman        |
| 12                       | 29-mei | Coca-Cola 600                      | Charlotte Motor Speedway        | Jimmie Johnson     | Bobby Labonte   | Carl Edwards       |
| 13                       | 5-jun  | MBNA RacePoints 400                | Dover International Speedway    | Greg Biffle        | Kyle Busch      | Mark Martin        |
| 14                       | 12-jun | Pocono 500                         | Pocono Raceway                  | Carl Edwards       | Brian Vickers   | Joe Nemechek       |
| 15                       | 19-jun | Batman Begins 400                  | Michigan International Speedway | Greg Biffle        | Tony Stewart    | Mark Martin        |
| 16                       | 26-jun | Dodge/Save Mart 350                | Infineon Raceway                | Tony Stewart       | Ricky Rudd      | Kurt Busch         |
| 17                       | 2-jul  | Pepsi 400                          | Daytona International Speedway  | Tony Stewart       | Jamie McMurray  | Dale Earnhardt Jr. |
| 18                       | 10-jul | USG Sheetrock 400                  | Chicagoland Speedway            | Dale Earnhardt Jr. | Matt Kenseth    | Jimmie Johnson     |
| 19                       | 17-jul | New England 300                    | New Hampshire Motor Speedway    | Tony Stewart       | Kurt Busch      | Bobby Labonte      |
| 20                       | 24-jul | Pennsylvania 500                   | Pocono Raceway                  | Kurt Busch         | Rusty Wallace   | Mark Martin        |
| 21                       | 7-aug  | Brickyard 400                      | Indianapolis Motor Speedway     | Tony Stewart       | Kasey Kahne     | Brian Vickers      |
| 22                       | 14-aug | Sirius Satellite Radio at the Glen | Watkins Glen International      | Tony Stewart       | Robby Gordon    | Boris Said         |
| 23                       | 21-aug | GFS Marketplace 400                | Michigan International Speedway | Jeremy Mayfield    | Scott Riggs     | Matt Kenseth       |
| 24                       | 27-aug | Sharpie 500                        | Bristol Motor Speedway          | Matt Kenseth       | Jeff Burton     | Greg Biffle        |
| 25                       | 4-sep  | Sony HD 500                        | California Speedway             | Kyle Busch         | Greg Biffle     | Brian Vickers      |
| 26                       | 10-sep | Chevy Rock and Roll 400            | Richmond International Raceway  | Kurt Busch         | Matt Kenseth    | Greg Biffle        |
| Chase for the Nextel Cup |        |                                    |                                 |                    |                 |                    |
| 27                       | 18-sep | Sylvania 300                       | New Hampshire Motor Speedway    | Ryan Newman        | Tony Stewart    | Matt Kenseth       |
| 28                       | 25-sep | MBNA NASCAR RacePoints 400         | Dover International Speedway    | Jimmie Johnson     | Kyle Busch      | Rusty Wallace      |
| 29                       | 2-okt  | UAW Ford 500                       | Talladega Superspeedway         | Dale Jarrett       | Tony Stewart    | Ryan Newman        |
| 30                       | 10-okt | Banquet 400                        | Kansas Speedway                 | Mark Martin        | Greg Biffle     | Carl Edwards       |
| 31                       | 15-okt | UAW-GM Quality 500                 | Charlotte Motor Speedway        | Jimmie Johnson     | Kurt Busch      | Greg Biffle        |
| 32                       | 23-okt | Subway 500                         | Martinsville Speedway           | Jeff Gordon        | Tony Stewart    | Jimmie Johnson     |
| 33                       | 30-okt | Bass Pro Shop MBNA 500             | Atlanta Motor Speedway          | Carl Edwards       | Jeff Gordon     | Mark Martin        |
| 34                       | 6-nov  | Dickies 500                        | Texas Motor Speedway            | Carl Edwards       | Mark Martin     | Matt Kenseth       |
| 35                       | 13-nov | Checker Auto Parts 500             | Phoenix International Raceway   | Kyle Busch         | Greg Biffle     | Jeff Gordon        |
| 36                       | 20-nov | Ford 400                           | Homestead-Miami Speedway        | Greg Biffle        | Mark Martin     | Matt Kenseth       |

## Classificação fina - Top 10

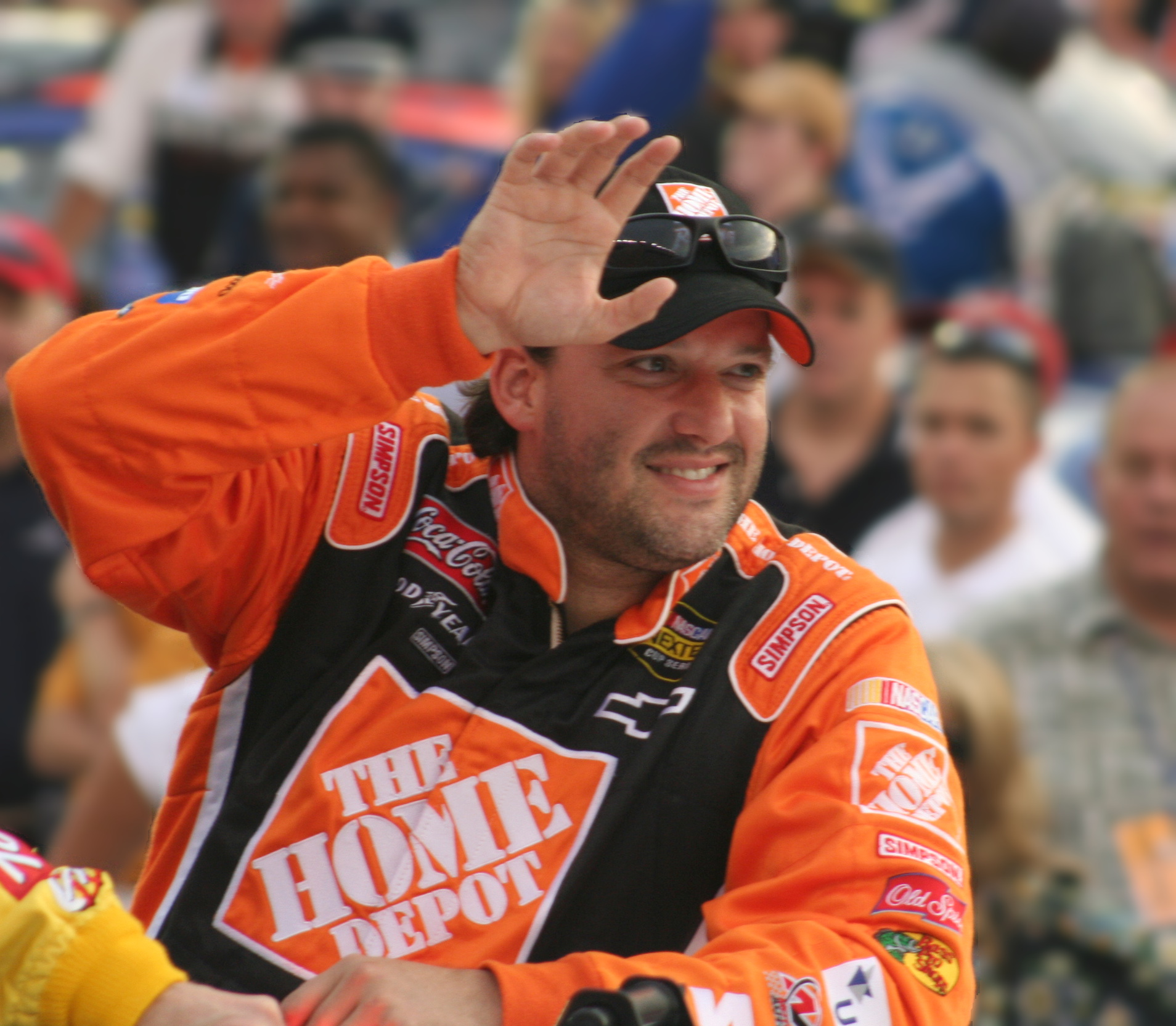
Tony Stewart, campeão da temporada.

|    | Piloto          | Time                 | Auto      | V | Pts  |
| -- | --------------- | -------------------- | --------- | - | ---- |
| 1  | Tony Stewart    | Joe Gibbs Racing     | Chevrolet | 5 | 6533 |
| 2  | Greg Biffle     | Roush Racing         | Ford      | 6 | 6498 |
| 3  | Carl Edwards    | Roush Racing         | Ford      | 4 | 6498 |
| 4  | Mark Martin     | Roush Racing         | Ford      | 1 | 6428 |
| 5  | Jimmie Johnson  | Hendrick Motorsports | Chevrolet | 4 | 6406 |
| 6  | Ryan Newman     | Penske-Jasper Racing | Dodge     | 1 | 6359 |
| 7  | Matt Kenseth    | Roush Racing         | Ford      | 1 | 6352 |
| 8  | Rusty Wallace   | Penske-Jasper Racing | Dodge     | 0 | 6140 |
| 9  | Jeremy Mayfield | Evernham Motorsports | Dodge     | 1 | 6073 |
| 10 | Kurt Busch      | Roush Racing         | Ford      | 3 | 5974 |